# Теория неизотермической трёхфазной фильтрации
Теория неизотермической трёхфазной фильтрации — раздел теории фильтрации, посвящённый изучению нестационарных тепловых процессов в общем случае трёх фаз (твёрдой, жидкой и газообразной). Начала развиваться, в основном, с 1980-х годов с появлением средств ЭВМ достаточной вычислительной мощности, необходимой для численных расчётов, в связи с постепенным истощением крупнейших легкодоступных месторождений углеводородов в Западной Сибири. Среди видных апологетов этой теории следует упомянуть Зазовского А. Ф., Шарафутдинова Р. Ф., Шевелёва А. П.. Крупнейшим представителем в наши дни является Федоров К. М.. Теория неизотермической фильтрации с учётом фазовых переходов ещё далека от своего завершения, полученные решения и подходы являются инженерными оценками, точность которых невелика.